# زمردماهی خال‌خالی
زمردماهی خال‌خالی (نام علمی: Anampses meleagrides) نام یک گونه از تیره زمردماهیان است.